# Grand prix lycéen des compositeurs
Pour les articles homonymes, voir GPLC.
Le grand prix lycéen des compositeurs, en partenariat avec Radio France, a été fondé en 2000 par le magazine La Lettre du musicien. Il est organisé entre 2013 et 2020 par l'association Musique nouvelle en liberté, puis par la Maison de la musique contemporaine depuis 2021. Ce prix permet d'établir un lien entre l'enseignement de la musique au lycée et l'éducation artistique et culturelle.

## Présentation
Le grand prix lycéen des compositeurs a été fondé en 2000 par le magazine La Lettre du musicien. Il est organisé entre 2013 et 2020 par l'association Musique nouvelle en liberté, partenaire de la première heure, et, depuis 2021, par la Maison de la musique contemporaine. Ce projet est un trait d'union entre l'enseignement de la musique au lycée et l'éducation artistique et culturelle.
Le grand prix est décerné par des élèves du second degré issus des lycées d'enseignement général et technologique (options musicales diverses) et par des élèves des lycées des métiers et leurs professeurs. Cet exercice est pédagogique, car il permet d'initier les jeunes à la musique contemporaine, il les encourage à découvrir de nouvelles œuvres musicales, et il invite les professeurs et les élèves à s'engager dans un projet de réflexion sur l'art et la création.
Après des rencontres et un débat entre les compositeurs en lice et les élèves, le lauréat est proclamé,.

## Partenariats
Aux côtés de l'organisateur Musique nouvelle en liberté, on trouve, associés à ce concours, les partenaires suivants en 2018 : 
- Fondation Daniel et Nina Carasso
- SACEM
- Fonds pour la création musicale
- La Copie privée
- Chambre syndicale des éditeurs de musique de France (CEMF)
- Maison de la Radio
- Orchestre philharmonique de Radio France
- Centre de documentation de la musique contemporaine (Cdmc)
- La Lettre du musicien
- France Musique

## Dernières éditions

### Grand prix 2011
Près de 3000 élèves ont participé à cette édition. En désignant Thierry Machuel comme lauréat de l'édition 2011, ils lui ont passé la commande d'une œuvre originale. Thierry Machuel, compositeur, mais aussi poète et philosophe, a présenté le 22 mars 2012 au théâtre du Châtelet cette nouvelle œuvre, Humanitudes, pièce écrite sur des textes de Tanella Boni, Maram al-Masri, Gérald Bloncourt et Edouard J. Maunick.

### Grand prix 2012
Sur le plan pédagogique, entre décembre 2011 et mars 2012, les compositeurs en lice ont rencontré près de 500 élèves dans 16 lycées de 12 villes. Pour le vote, cette 13e édition du grand prix a permis à 4000 élèves issus de 160 classes de 92 lycées d'y prendre part. Le compositeur ayant reçu le plus de suffrages a reçu de Musique nouvelle en liberté un prix de 4 500 euros et une commande de 3 500 euros.

### Grand prix 2013
Comme l'an passé, professeurs et lycéens ont choisi le même lauréat, qui a recueilli la majorité des suffrages des deux collèges sans aucune hésitation. Les 900 lycéens appartenant aux 43 lycées venus à Paris pour la proclamation du résultat, ont fait une véritable ovation à la compositrice lauréate. Comme il est d'usage, la commande d'une création originale auprès de Kaija Saariaho a eu lieu. Cette œuvre, intitulée Ciel d'hiver, a été créée par l'Orchestre Lamoureux sous la direction de Fayçal Karoui, à l'issue du débat entre les compositeurs, les lycéens et quelques membres du Comité de sélection, lors de l'édition 2014.

### Grand prix 2014
Le débat entre compositeurs, lycéens et quelques membres du comité de sélection a été animé par Benoît Duteurtre, directeur de Musique nouvelle en liberté, débat à la suite duquel Éric Tanguy a recueilli la majorité des suffrages des lycéens comme des professeurs. Près de 1000 lycéens étaient venus à Paris pour la proclamation du résultat, lesquels ont fait une ovation à Éric Tanguy. L'année suivante, le 24 mars 2015 précisément, a été créée, à l'issue du débat entre les compositeurs et les lycéens, par l’Orchestre national d'Île-de-France sous la direction d’Enrique Mazzola, l'œuvre commandée à Éric Tanguy et qui s'intitule In Exelsis.

### Grand prix 2015
Près d'un millier de lycéens sont venus à Paris pour le débat et la proclamation du résultat, l'œuvre Time & Money, pour percussion et électronique, ayant recueilli la majorité des suffrages des lycéens comme des professeurs. L'association Musique nouvelle en liberté a alors effectué la commande de l'œuvre Ultimatum auprès de Pierre Jodlowski,. À la suite de la remise du prix, la journée s'est prolongée avec un concert public donné par l’Orchestre national d'Île-de-France dirigé par son directeur musical Enrique Mazzola,.

### Grand prix 2016
Le comité de sélection de la 17e édition du grand prix lycéen des compositeurs s'est réuni le 9 septembre 2015. Le 17 mars 2016, à l'Auditorium de la Maison de la Radio, près d'un millier de lycéens étaient venus à Paris pour le débat et la proclamation du résultat. Ce débat entre les compositeurs en lice, Pierre Jodlowski (lauréat 2015), et les lycéens était modéré par Dominique Boutel, productrice à France Musique. Karol Beffa est le lauréat 2016, son Concerto pour alto et orchestre à cordes a recueilli la majorité des suffrages des lycéens comme des professeurs.
Musique nouvelle en liberté a commandé à Karol Beffa, comme c’est l’usage, une œuvre, laquelle s'intitule Le Bateau ivre, pour orchestre, œuvre créée juste avant la proclamation du lauréat 2017. La journée s'est prolongée avec la création d'Ultimatum de Pierre Jodlowski, œuvre commandée par Musique nouvelle en liberté au lauréat 2015, par l'Orchestre philharmonique de Radio France, sous la direction de Mikko Franck.

### Grand prix 2017
Le comité de sélection du 18e grand prix lycéen des compositeurs s'est réuni le 15 septembre 2016 dans les locaux de Musique nouvelle en liberté. Le grand prix lycéen des compositeurs 2017, a été décerné par quelque 3 000 lycéens, Baptiste Trotignon ayant recueilli la majorité des suffrages des lycéens alors que Pierre d’éclair d’Édith Canat de Chizy a remporté la majorité des suffrages des professeurs. La journée pour les 900 lycéens et leurs professeurs s'est terminée à l'Auditorium de Radio France, où Alain Altinoglu dirigeait un concert de l'Orchestre national de France avec Anne Gastinel au violoncelle, incluant notamment la création du lauréat de l'année passée : Le Bateau ivre de Karol Beffa.

### Grand prix 2018
Le comité de sélection de la 19e édition du grand prix lycéen des compositeurs s'est réuni le 14 septembre 2017 dans les locaux de Musique nouvelle en liberté. La cérémonie de remise du prix du 15 mars 2018 s'est effectuée en présence de 750 lycéens qui participaient à l’opération. Cette année, 3 000 élèves de 96 lycées différents étaient mobilisés et 6 compositeurs sélectionnés. Pendant plusieurs mois, ces derniers se sont rendus dans plusieurs établissements afin d’échanger autour des œuvres qu’ils présentaient.

### Grand prix 2019
Le comité de sélection du 20e grand prix lycéen des compositeurs s'est réuni le 12 septembre 2018 dans les locaux de Musique nouvelle en liberté. La remise du prix a eu lieu le 4 avril 2019 à Radio France. Cette journée s'est prolongée par un concert qui s'est tenu en soirée à l'Auditorium de Radio France, auquel professeurs et élèves ont été conviés. À cette occasion, l'œuvre pour orchestre commandée à Jean-Baptiste Robin, lauréat 2018, fut créée par l'Orchestre national de France, sous la direction de Marin Alsop.

### Grand prix 2020
Le comité de sélection de la 21e édition du grand prix lycéen des compositeurs s'est réuni le 12 septembre 2019 dans les locaux de Musique nouvelle en liberté. La remise du prix s'est déroulée de façon dématérialisée en raison de la pandémie de Covid-19 en France.

### Grand prix 2021
Le comité de sélection de la 22e édition du grand prix lycéen des compositeurs s'est réuni le 6 octobre 2020 dans les locaux de la Maison de la musique contemporaine.  La remise du prix se déroule en visioconférence en raison de la pandémie de Covid-19. À cette occasion, l'œuvre pour orchestre commandée à Régis Campo, lauréat 2020, est créée par l'Orchestre national de France sous la direction de Thomas Søndergård le 25 mars 2021, sans public.

### Grand prix 2022
Le comité de sélection de la 23e édition du grand prix lycéen des compositeurs s'est réuni le 9 septembre 2021 dans les locaux de la Maison de la musique contemporaine.  La remise du prix se déroule le 7 mars 2022 à la salle de concert de la Cité de la musique - Philharmonie de Paris. À cette occasion, l'œuvre commandée à Vincent David, lauréat 2021, est créée par l'Ensemble intercontemporain, sous la direction de Bastien Stil.

### Grand prix 2023
Pour sa 24e édition, le Grand prix lycéen des compositeurs 2023 est décerné le 9 mars 2023 à Michel Petrossian pour son œuvre L’Ange Dardaïl, pour violoncelle solo.
Aurélien Dumont, avec Zero Syd Barrett and Two Girls Playing Saxophone, pour deux saxophones, guitare électrique, accordéon, percussions, contrebasse et électronique, obtient le Prix des collégiens, Bernard Cavanna, avec Scordatura, pour violon solo, cornemuse, mandoline et orchestre, obtient le Prix des professeurs de lycée, et Farnaz Modarresifar, avec Balades oniriques, pour deux voix, santûr, violon, piano et percussions obtient le Prix des professeurs de collège. 

## Palmarès
| Année | Photo du lauréat | Lauréat                                                                                                   | Comité de sélection | Compositeurs et œuvres en lice | Remise du prix |
| ----- | ---------------- | --- | --- | --- | --- |
| 2000  |                  | Laurent Petitgirard pour son concerto pour violoncelle.                                                   | | Jean-Louis Agobet, Régis Campo, Édith Canat de Chizy, Arnaud Dumond, Philippe Fénelon, Olivier Greif, Philippe Hersant, Olivier Kaspar, Laurent Petitgirard et Yi Xu. | |
| 2001  |                  | Anthony Girard pour son œuvre Comme une étoile du matin.                                                  | | Nicolas Bacri, Antoine Bonnet, Bruno Ducol, Hugues Dufourt, Pascal Dusapin, Pierre Farago, Anthony Girard, Jacques Lejeune, Alain Louvier et Vincent Paulet. | |
| 2002  |                  | Thierry Escaich pour son œuvre Tanz Fantaisie.                                                            | | Bernard Cavanna, Hugues Dufourt, Thierry Escaich, Suzanne Giraud, Philippe Hurel, Michael Levinas, Laurent Martin, Gilles Racot et Fernand Vandenbogaerde. | |
| 2003  |                  | Marc Monnet pour son œuvre Bibilolo.                                                                      | | Georges Aperghis, Daniel D'Adamo, Christian Lauba, Bruno Mantovani, Marc Monnet, Tristan Murail, Gérard Pesson et Éric Tanguy. | |
| 2004  |                  | Jean-Louis Florentz pour son œuvre L'Anneau de Salomon.                                                   | | Pierre Charvet, Qigang Chen, Denis Dufour, Pascal Dusapin, Jean-Louis Florentz, Bruno Mantovani, Martin Matalon, Thierry Pécou et Kaija Saariaho. | |
| 2005  |                  | Nicolas Bacri pour sa Cantate n°4.                                                                        | | Nicolas Bacri, Denis Dufour, Pascal Dusapin, Philippe Hersant, Alexandros Markeas, Philippe Manoury, François Sarhan et Éric Tanguy. | |
| 2006  |                  | Guillaume Connesson pour son œuvre Double Quatuor.                                                        | | Régis Campo, Guillaume Connesson, Marc-André Dalbavie, Pascal Dusapin, Philippe Leroux, Yan Maresz, Thierry Pécou et Kaija Saariaho. | |
| 2007  |                  | Martin Matalon pour son œuvre Torito catalan.                                                             | | Qigang Chen, Jean-Luc Hervé, Philippe Hurel, Martin Matalon, Philippe Moënne-Loccoz et François Narboni. | |
| 2008  |                  | Pascal Zavaro pour son œuvre Silicon Music.                                                               | | Alain Celo, Bruno Mantovani, Florentine Mulsant, Colin Roche, Oscar Strasnoy et Pascal Zavaro. | |
| 2009  |                  | Richard Dubugnon pour son œuvre Arcanes symphoniques et Sophie Lacaze pour son œuvre Les Quatre Éléments. | | Franck Bedrossian, Marc-André Dalbavie, Richard Dubugnon, Sophie Lacaze, Thierry Pécou et Éric Tanguy. | |
| 2010  |                  | Benjamin de la Fuente pou son œuvre Got Rid of the Shackles.                                              | | Karol Beffa, Joshua Fineberg , Benjamin de La Fuente, David Lampel, Zad Moultaka et Gérard Pesson. | |
| 2011  |                  | Thierry Machuel pour Paroles contre l'oubli, pièce pour chœur a capella,.                                 | | Mark Andre pour iv 4-4, Pascal Dusapin pour Uncut, solo n°7, Jean-Luc Hervé pour Déjà, Thierry Machuel pour Paroles contre l'oubli, Thierry Pécou pour Symphonie du Jaguar, Jean-Baptiste Robin pour Cercles lointains et Oscar Strasnoy pour Un retour.                                                                                      | Le prix a été remis à Thierry Machuel le 17 mars 2011, au Théâtre du Châtelet, à Paris, par Christophe Girard, Adjoint au Maire de Paris chargé de la culture. |
| 2012  |                  | Philippe Hersant pour son œuvre Éphémères, cycle pianistique.                                             | Hélène Colombotti, percussionniste, Diego Toni, violoniste, et les critiques musicaux Jacques Bonnaure, Arnaud Merlin, Antoine Pecqueur et Laurent Vilarem. | Franck Bedrossian pour Propaganda, Édith Canat de Chizy pour Times, Bernard Cavanna pour Karl Koop Konzert, Hugues Dufourt pour L'Afrique d'après Tiepole, Philippe Hersant pour Éphémères, Philippe Manoury pour Inharmonies et Bruno Mantovani pour Time Stretch (on Gesualdo).                                                             | Le prix a été remis à Philippe Hersant le 22 mars 2012 au Théâtre du Châtelet, à Paris, à l'issue d'un débat réunissant le compositeur, les élèves et leurs professeurs. |
| 2013  |                  | Kaija Saariaho pour Leino Songs, œuvre pour soprano et orchestre.                                         | | Kaija Saariaho pour Leino Songs, Raphaël Cendo pour Tract, Pierre Jodlowski pour Drones, Dominique Lemaître pour Le diapason de satin, Michaël Levinas pour La sœur tournante et Frédéric Pattar pour Lierre. | Le prix a été remis à Kaija Saariaho le 22 mars 2013, au Théâtre du Châtelet, à Paris. Il a été rendu public par le Maire de Paris, Bertrand Delanoë, et a été remis par Jean-Claude Casadesus, Président de Musique nouvelle en liberté. |
| 2014  |                  | Éric Tanguy pour Évocations, œuvre pour violoncelle et piano.                                             | | Éric Tanguy pour Évocations, Nguyen Thien Dao pour Suoi Tranh, Jacques Lenot pour Chiaroscuro, Thierry Pécou pour Tremendum, Yann Robin pour Art of Metal III et Oscar Strasnoy pour The End (Sum n°4). | Le prix, rendu public par le président de la Sacem Jean-Claude Petit, a été remis depuis le Théâtre du Châtelet le 7 avril 2014 à Éric Tanguy par Jean-Claude Casadesus, président de Musique nouvelle en liberté en présence de Régine Hatchondo, directrice des Affaires culturelles de la ville de Paris et de Benoît Duteurtre, directeur de musique nouvelle en liberté.    |
| 2015  |                  | Pierre Jodlowski pour Time & Money, œuvre pour percussion et électronique.                                | Jacques Bonnaure, professeur de Lettres au Lycée Jules Ferry de Versailles, journaliste à La Lettre du Musicien, Omer Corlaix, journaliste, Xavier Delette, chef d'orchestre, directeur du CRR de Paris, Benoît Duteurtre, écrivain, directeur de Musique nouvelle en liberté, Élisabeth Glab, premier violon de l'Orchestre national de France, Enrique Mazzola, directeur musical et artistique de l'Orchestre national d'Île-de-France, Arnaud Merlin, producteur à France Musique et Pascale Parrinello, professeur d’Éducation musicale au Lycée Rosa Parks de Montgeron. | Pierre Jodlowski pour Time & Money, Gilbert Amy pour Litanies pour Ronchamp, Allain Gaussin pour L'Harmonie des Sphères, Laurent Martin pour Légendes, François Narboni pour The Mosellan psycho et Gabriel Sivak pour Ciudades limitrofes.                                                                                                   | Le prix a été remis à Pierre Jodlowski, le 24 mars 2015, à la Philharmonie de Paris, par Laurent Petitgirard, président de la Sacem, en présence d'Éric Denut, délégué à la musique au sein de la Direction Générale de la Création Artistique du Ministère de la Culture et de la Communication et de Benoît Duteurtre, directeur de Musique nouvelle en liberté.               |
| 2016  |                  | Karol Beffa pour son œuvre Concerto pour alto et orchestre à cordes.                                      | Jacques Bonnaure, professeur de Lettres, journaliste à La Lettre du Musicien et à Classica, Nicolas Callens, professeur agrégé de musique au Lycée du Noordover de Grande-Synthe, Xavier Delette, chef d'orchestre, directeur du CRR de Paris, Bertrand Dermoncourt, directeur de la rédaction de Classica, Benoît Duteurtre, écrivain, directeur de Musique nouvelle en liberté, Wilhem Latchoumia, pianiste et Arnaud Merlin, producteur à France Musique. | Karol Beffa pour Concerto pour alto et orchestre à cordes, Régis Campo pour Ouverture en forme d'étoiles, Bechara El-Khoury pour Autumn Pictures, Concerto pour clarinette, Laurent Lefrançois pour Padouk Phantasticus, pour clarinette en la et marimba, Jacques Lenot pour Quatuor à cordes n°7 et Christian Zanési pour Ambiance Matisse. | Le prix a été remis à Karol Beffa le jeudi 17 mars 2016, à l'Auditorium de la Maison de la Radio, en présence de Benoît Duteurtre, directeur de Musique nouvelle en liberté, Jean-Claude Casadesus, président de Musique nouvelle en liberté, et Mathieu Gallet, président-directeur général de Radio France.                                                                    |
| 2017  |                  | Baptiste Trotignon pour son œuvre Different Spaces, concerto pour piano et orchestre.                     | Dominique Blazy, professeur agrégée de musique au Lycée Jean Racine à Paris, Jacques Bonnaure, journaliste à La Lettre du Musicien et à Classica, Xavier Delette, chef d'orchestre, directeur du CRR de Paris, Henri Demarquette, violoncelliste, Bertrand Dermoncourt, directeur de la rédaction de Classica, Benoît Duteurtre, écrivain, directeur de Musique nouvelle en liberté, Arnaud Merlin, producteur à France Musique. | Baptiste Trotignon pour Different Spaces, Édith Canat de Chizy pour Pierre d'éclair, Aurélien Dumont pour Eglog, Francesco Filidei pour Puccinni alla caccia, Philippe Hurel pour Cantus et Philippe Leroux pour Quid sit Musicus ? | Le 16 mars 2017, à l’Auditorium de la Maison de la Radio, après proclamation des résultats par Jean-Claude Casadesus, président de Musique nouvelle en liberté, Benoît Duteurtre, Directeur de Musique nouvelle en liberté et Bernadette Bombardieri, Responsable du pôle Éducation artistique/Action culturelle solidaire à la Sacem, le prix a été remis à Baptiste Trotignon. |
| 2018  |                  | Jean-Baptiste Robin pour Mechanic Fantasy, œuvre pour orgue, orchestre à cordes et timbales.              | Emmanuelle Bertrand, violoncelliste, Jacques Bonnaure, journaliste à La Lettre du musicien et à Classica, Alain Cochard, rédacteur en chef de Concertclassic.com, Xavier Delette, chef d’orchestre, directeur du CRR de Paris, Bertrand Dermoncourt, directeur de la rédaction de Classica, Benoît Duteurtre, écrivain, directeur de Musique nouvelle en liberté, Jean-François Heisser, pianiste, chef d’orchestre, Arnaud Merlin, producteur à France Musique, Pierre Rigaudière, journaliste à Diapason, Maryline Rousseau, professeur agrégée de musique au Lycée Saint-Joseph de Château-Thierry (Aisne). | Luca Antignani pour Trio del sogno e del gabbiano, Bechara El-Khoury pour Espaces-Fragmentations, poème symphonique n° 6, Éric Montalbetti pour Un herbier pour la vie, Zad Moultaka pour Maadann, Brice Pauset pour Das Dornröschen et Jean-Baptiste Robin pour Mechanic Fantasy.                                                            | Le lauréat fut proclamé le 15 mars 2018 à la Maison de la Radio. La journée s'est prolongée par un concert qui s'est tenu à l'Auditorium, sous la direction de Marzena Diakun. |
| 2019  |                  | Jules Matton pour son Trio pour violon, violoncelle et piano.                                             | Yvelise Bayle, professeur d'éducation musicale et de chant choral au Lycée Robespierre d'Arras, Emmanuelle Bertrand, violoncelliste, Jacques Bonnaure, journaliste à Classica et à Opéra Magazine, Xavier Delette, chef d'orchestre, directeur du CRR de Paris, Richard Dubugnon, compositeur, Benoît Duteurtre, écrivain, directeur de Musique nouvelle en liberté, Julien Masmondet, chef d'orchestre, Arnaud Merlin, producteur à France Musique, Jérémie Rousseau, directeur de la rédaction de Classica. | Jules Matton pour Trio pour violon, violoncelle et piano, Patrick Burgan pour Les Spirituelles, David Hudry pour Introduction à I∂avöllr, Kryštof Mařatka pour Báchorky : fables pastorales, Florentine Mulsant pour Suite pour violoncelle op. 41 et Gérard Pesson pour Carmagnole.                                                          | Le prix remis au lauréat Jules Matton est constitué en partie d'une commande d'une œuvre de dix minutes qui devait être créée le 2 avril 2020 à l'Auditorium avec l'Orchestre national de Lyon, sous la direction de Cristian Măcelaru, mais a été reporté en raison de la pandémie de Covid-19 en France.                                                                       |
| 2020  |                  | Régis Campo pour Une solitude de l’espace.                                                                | Jacques Bonnaure, journaliste à Classica et à Opéra Magazine, Dominique Boutel, journaliste, Xavier Delette, chef d'orchestre, directeur du CRR de Paris, Benoît Duteurtre, écrivain, directeur de Musique nouvelle en liberté, Pascal Gallois, bassoniste et directeur du Conservatoire municipal W.A. Mozart de Paris, Arnaud Merlin, producteur radio à France Musique, Pierre-Édouard Pécourt, professeur agrégé de musique, chargé de mission musique (DAAC) à l’Académie d’Amiens. | Samuel Andreyev pour Vérifications, Régis Campo pour Une solitude de l’espace, Édith Canat de Chizy pour Visio, François Meïmoun pour Le Chant de la création, Gabriel Sivak pour Le Raboteur de nuages, Fabien Touchard pour L’Horloge et l’abîme.                                                                                           | |
| 2021  |                  | Vincent David pour In Pulse.                                                                              | Jacques Bonnaure, journaliste, Dominique Boutel, journaliste, Xavier Delette, chef d'orchestre et directeur du CRR de Paris, Clément Lebrun, musicologue, Séverine Leneveu, professeure de musique, Estelle Lowry, directrice de la Maison de la musique contemporaine, Arnaud Merlin, journaliste et producteur radio, Claudine Perret, professeure de musique, Noëmi Schindler, violoniste, Michèle Tosi, journaliste. | Vincent David pour In Pulse, Franck Bedrossian pour Twist, François-Bernard Mâche pour Invocations, Bérangère Maximin (nl) pour Off The Page, Benoît Menut pour Quanta 2. Je tiens la corde - Iroise I. Ar Mor - Quanta 16. Syllogisme final, Frédéric Pattar pour Peephole Metaphysics.                                                      | Le lauréat est proclamé le 25 mars 2021 ; s'ensuit un concert à l'Auditorium de Radio France durant lequel est créée l'œuvre pour orchestre commandée à Régis Campo, lauréat 2020, The Wonder Of Life, par l'Orchestre national de France sous la direction de Thomas Søndergård.                                                                                                |
| 2022  |                  | Fabien Waksman pour Carcere Oscura.                                                                       | Jacques Bonnaure, journaliste, Dominique Boutel, journaliste, Éric-Maria Couturier, violoncelliste, Sophie Étienne, professeure d'éducation musicale, Stéphane Friédérich, journaliste, Clément Lebrun, musicologue, Séverine Leneveu, professeure d'éducation musicale, Estelle Lowry, directrice de la Maison de la musique contemporaine, Héloïse Luzzati, violoncelliste, Arnaud Merlin, journaliste et producteur radio, Michel Pozmanter, chef d'orchestre, Anne-Claire Scébalt, professeure d'éducation musicale, Michèle Tosi, journaliste, Thomas Vergracht, journaliste et producteur radio, Florence Vettes, professeure d'éducation musicale, Valérie Woillet, professeure d'arts plastiques.                          | Fabien Waksman pour Carcere Oscura, Graciane Finzi pour Fantaisie Toccata, Julien Giraudet pour Mythe, Pascale Jakubowski pour Iridescences, Alvaro Martinez Leon pour Souvenirs, Fictions, Mikel Urquiza pour I nalt be clode on the frolt.                                                                                                  | Le lauréat est proclamé le 7 mars 2022, accompagné d'un concert à la Cité de la musique - Philharmonie de Paris durant lequel est créée l'œuvre commandée à Vincent David, lauréat 2021, Artéfact, par l'Ensemble intercontemporain. |
| 2023  |                  | Michel Petrossian pour L’Ange Dardaïl.                                                                    | Christine Bertocchi, chanteuse et professeure, Dominique Boutel, journaliste, Pia Galloro, responsable des actions culturelles à l'EIC, Vanessa Gasztowtt, responsable des actions éducatives et culturelles de l'ONDIF, Cora Joris, musicologue et médiatrice, Emmanuelle Leboutet-Neymarck, professeur d'éducation musicale, Clément Lebrun, musicologue, Séverine Leneveu, professeure d'éducation musicale, Vincent Lhermet, accordéoniste, Estelle Lowry, directrice de la Maison de la musique contemporaine, Léo Margue, chef d'orchestre, Arnaud Merlin, journaliste et producteur radio, Patrick Murillo, professeur d'éducation musicale, Yannaël Pasquier, chef de département au CNSMDP, Nadia Ratsimandresy, ondiste. | Michel Petrossian pour L’Ange Dardaïl, Bernard Cavanna pour Scordatura, Aurélien Dumont pour Zero Syd Barrett and Two Girls Playing Saxophone, Loïc Guénin pour Zvuki Nabokova, Farnaz Modarresifar pour Balades oniriques, Didier Rotella pour Mogari.                                                                                       | Le lauréat est proclamé le 9 mars 2023 à la Maison de la Radio et de la Musique. |